# ウイニングポスト3
『ウイニングポスト3』（Winning Post 3）とは、1997年に光栄（現・コーエーテクモゲームス）から発売された競馬シミュレーションゲーム。ウイニングポストシリーズの第3作。
ジーワンジョッキーおよびチャンピオンジョッキーとの連動が開始された作品でもあり、PS版のみジーワンジョッキーとの互換性があり、ウイニングポスト3（プログラム98含む）で育てた馬をジーワンジョッキーで走らせることができる。また、第1作目ジーワンジョッキーの初回限定盤には本作のプログラム98が同梱された。

## 開発の経緯
開発担当プロデューサーは、本シリーズの面白さをサイアーライン・ファミリーラインが時代とともに更新されていくことにあると考え、「自分が最も遊びたいウイニングポスト」として、好きな馬の系統を確立するシステムを中心に据えて開発を行った。

## ゲーム内容・特徴
本作の焦点は競走馬の生産にあり、プレイヤーの最大の目標は、任意の種牡馬のゲーム内における血統の支配率を高め、新たな系統を確立させることにある。ただし目標を達成できなかったとしてもゲームオーバーにはならず、達成後もプレイの続行が可能である。多くの産駒を活躍させることで血統の支配率が高まり新系統確立へと繋がるため、プレイヤーがもつ生産者・牧場経営者としての側面がそれまでのシリーズ作品よりも強くなった。本作よりプレイヤーはゲーム開始時から牧場を所有するようになった。また『2』の30年間というプレイ年数制限は撤廃された。
競走馬生産においては系統同士の相性（ニックス）や系統の影響力など、強い競走馬を生産するための「配合理論」が本格的に導入された。これに伴い両親の能力が占める重要度は減少し、配合理論をより多く成立させることが重要となった。ただし本作での配合理論は「要素を満たせばほぼ確実に強い馬が生産できる」もので、特定の馬を交配させると「ほぼ確実に名馬となってしまう」という問題点もある。
本作のパワーアップキット（以下「PK」）やPlayStation版『プログラム'98』では、プレイヤーに対し強い対抗心を持つライバル馬主が登場した。ライバル馬主の概念はその後のシリーズ作品の多くで取り入れられた。

## 長期イベント
本作では4つの長期イベントが用意されている。
イル・ピッコロイベント
実在の競走馬リボーがモデル。プレイヤーとの友好度が高い若手騎手が、所属厩舎が管理するプレイヤー所有の競走馬の主戦騎手となってGIを勝ち、さらにその競走馬が種牡馬となった後、プレイヤーの牧場で生まれた初年度産駒の主戦としても活躍する。プレイヤーが系統確立を目指す種牡馬の直系子孫の晩成馬を、若手騎手の所属する厩舎に預託するなど、様々な条件を満たす必要がある。
テイタニヤイベント
実在の競走馬・テイタニヤがモデル。母親に授乳を拒まれ、牧場長（牧野良夫）の娘が育てたプレイヤー所有馬の素質が上昇する。
ダービー親子2代制覇イベント
プレイヤーが初めて東京優駿を勝つことでイベントがスタート。優勝馬が種牡馬となり、プレイヤーの牧場で初年度産駒の牡馬が生まれると、親子2代制覇を目指すイベントが進行する。
名馬復活イベント
故障により長期休養を余儀なくされたGI馬（2勝以上）に再びGIを勝たせるべく調教師が奮闘するイベント。本作では競走馬の故障が少ない上、条件を満たしてもイベントが発動・進行しなくなる場合があるため難度の高いイベントである。

## 主な登場人物・スーパーホース

### 人物
秘書
- 栗原美穂
- 樫本桃子
- 高松凱旋
- 風間駿

知人（顧問候補）
- 有馬桜子
- 井坂修三郎
- 宝塚菊夫
- 結城江奈
- 安田千六
- 高天原麗華

友人
- 林功二（声：森功至）
- 新谷徹也（声：古谷徹）
- 富野美衣（声：冨永みーな）
- 川上ゆり（声：井上喜久子）

牧場長
- 手塚芳雄

ライバル馬主（「PK」以降に登場）
- 鳳雅輝
- 織月恵里奈

### スーパーホース
牡馬
- サードステージ
- ダークレジェンド
- スーパーシュート
- チェリーバトル
- サンダーマウンテン
- メイジガルダン
- ロシアンルーレット
- アウトオブアメリカ
- ユーエスエスケープ

牝馬
- ファーストサフィー
- アルファムール
- ツキノヒカリ
- ミヤワンローズ
- タイトロープ